# Чемпіонат Швейцарії з хокею 1980
Чемпіонат Швейцарії з хокею 1980 — 69-й чемпіонат Швейцарії з хокею (Національна ліга А). Чемпіонат пройшов за формулою минулих чемпіонатів, команди зіграли між собою по 4 матчі. За підсумками чотирьох кіл виявили чемпіона, ХК «Ароза» (8 титул). НЛА покинув «Ла Шо-де-Фон», який вибув до НЛБ.

## Підсумкова таблиця
| М  | Команда        | І  | Пер | Н | Пор | ШЗ  | ШП  | О  |
| -- | -------------- | -- | --- | - | --- | --- | --- | -- |
| 1. | ХК «Ароза»     | 28 | 17  | 1 | 10  | 129 | 99  | 35 |
| 2. | СК «Берн»      | 28 | 15  | 4 | 9   | 136 | 118 | 34 |
| 3. | «Давос»        | 28 | 16  | 2 | 10  | 126 | 113 | 34 |
| 4. | ХК «Біль»      | 28 | 16  | 1 | 11  | 116 | 83  | 33 |
| 5. | ХК «Лангнау»   | 28 | 13  | 4 | 11  | 123 | 108 | 30 |
| 6. | ХК «Клотен»    | 28 | 11  | 4 | 13  | 111 | 105 | 26 |
| 7. | ХК «Лозанна»   | 28 | 8   | 4 | 16  | 105 | 150 | 20 |
| 8. | «Ла Шо-де-Фон» | 28 | 5   | 2 | 21  | 93  | 163 | 12 |

## Найкращі бомбардири
1. Серж Мартель (СК «Берн») - 46 очок (20+26)
2. Джованні Конте (ХК «Біль») - 45 очок (29+16)
3. Бернард Ганьон (ХК «Клотен») — 43 очка (29+14)
4. Гвідо Ліндеманн (ЕХК «Ароза») - 43 очка (20+23)